# 오닉스강

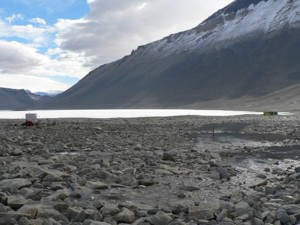
오닉스 강

오닉스강(Onyx River)은 남극의 여름 몇 개월 동안 맥머도 드라이 밸리의 라이트 밸리와 브라운워스 호에서 반다호를 향해 서쪽으로 흐르는 강이다.